# Peter Snijders
Petrus „Peter“ Henricus Cornelis Snijders (* 14. September 1943 in Eindhoven) ist ein ehemaliger niederländischer Judoka. Er war Europameister 1966 im Mittelgewicht, der Gewichtsklasse bis 80 Kilogramm und 1969 im Halbschwergewicht, der Gewichtsklasse bis 93 Kilogramm.

## Karriere
Der 1,82 m große Peter Snijders trat zunächst in der Gewichtsklasse bis 80 Kilogramm an. Er gewann eine Bronzemedaille bei den Europameisterschaften 1964 und war 1964 erstmals niederländischer Meister. Bei der olympischen Premiere des Judosports 1964 in Tokio gewann er seine Vorrundengruppe. Im Viertelfinale schied er gegen den Deutschen Wolfgang Hofmann aus und belegte damit den fünften Platz.
Bei den Judo-Weltmeisterschaften 1965 in Rio de Janeiro gewann Snijders eine Bronzemedaille in der offenen Klasse. 1966 gewann Snijders seinen zweiten niederländischen Meistertitel. Bei den Europameisterschaften 1966 siegte er im Finale gegen Wladimir Pokatajew aus der Sowjetunion. 1967 wechselte er in die Gewichtsklasse bis 93 Kilogramm und gewann seinen dritten niederländischen Meistertitel. Bei den Europameisterschaften 1969 gewann er erneut das Finale gegen Pokatajew. Bei den Europameisterschaften 1971 gewann Peter noch einmal Bronze im Halbschwergewicht.
Peter Snijders ist der Zwillingsbruder von Jan Snijders.